# Jiangdong Xiang (socken i Kina)
Jiangdong Xiang (kinesiska: 江东, 江东乡) är en socken i Kina. Den ligger i provinsen Yunnan, i den sydvästra delen av landet, omkring 440 kilometer väster om provinshuvudstaden Kunming. Antalet invånare är 25 240. Befolkningen består av 11 840 kvinnor och 13 400 män. Barn under 15 år utgör 23,0 %, vuxna 15-64 år 66 %, och äldre över 65 år 9,0 %.
Genomsnittlig årsnederbörd är 1 577 millimeter. Den regnigaste månaden är juli, med i genomsnitt 440 mm nederbörd, och den torraste är januari, med 4 mm nederbörd.